# Tunelne, Sakî
Tunelne (în ucraineană Тунельне) este un sat în comuna Suvorovske din raionul Sakî, Republica Autonomă Crimeea, Ucraina.

## Demografie
Componența lingvistică a localității Tunelne
     Rusă (48,84%)
     Tătară crimeeană (41,86%)
     Ucraineană (8,14%)
Conform recensământului din 2001, nu exista o limbă vorbită de majoritatea populației, aceasta fiind compusă din vorbitori de rusă (48,84%), tătară crimeeană (41,86%) și ucraineană (8,14%).